# Citroën C2 (Chiny)
Citroën C2 − samochód produkowany od 2006 roku w Chinach, bliźniaczy model Peugeota 206. Jest sprzedawany tylko na rynku chińskim. Nie ma nic wspólnego z europejskimi modelem o tej nazwie.
Pojazd występuje z silnikami benzynowymi 1.4 i 1.6 dm3, które działają w połączeniu z 4-biegową automatyczną przekładnią.

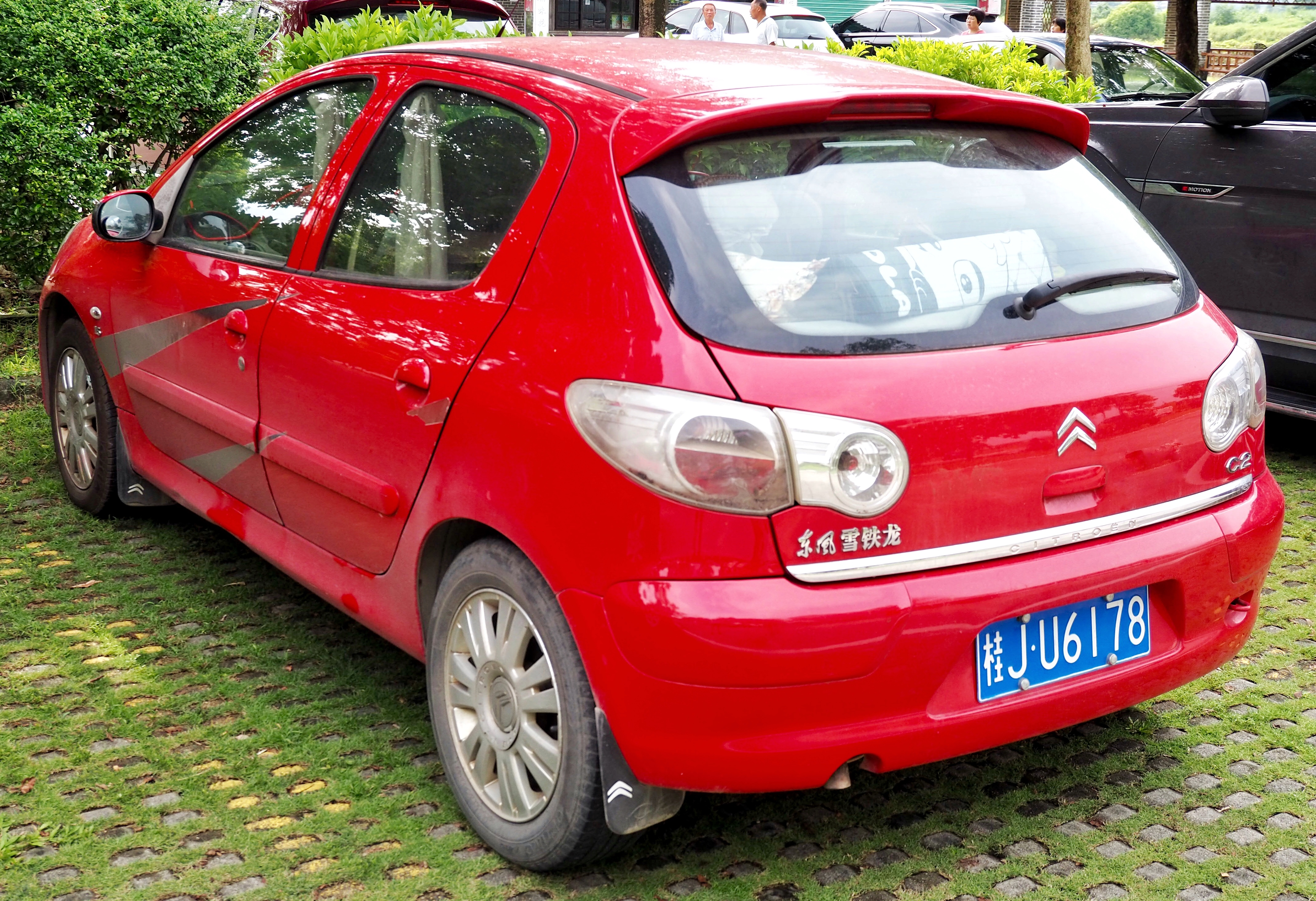
Samochód od tyłu